# Ujiji

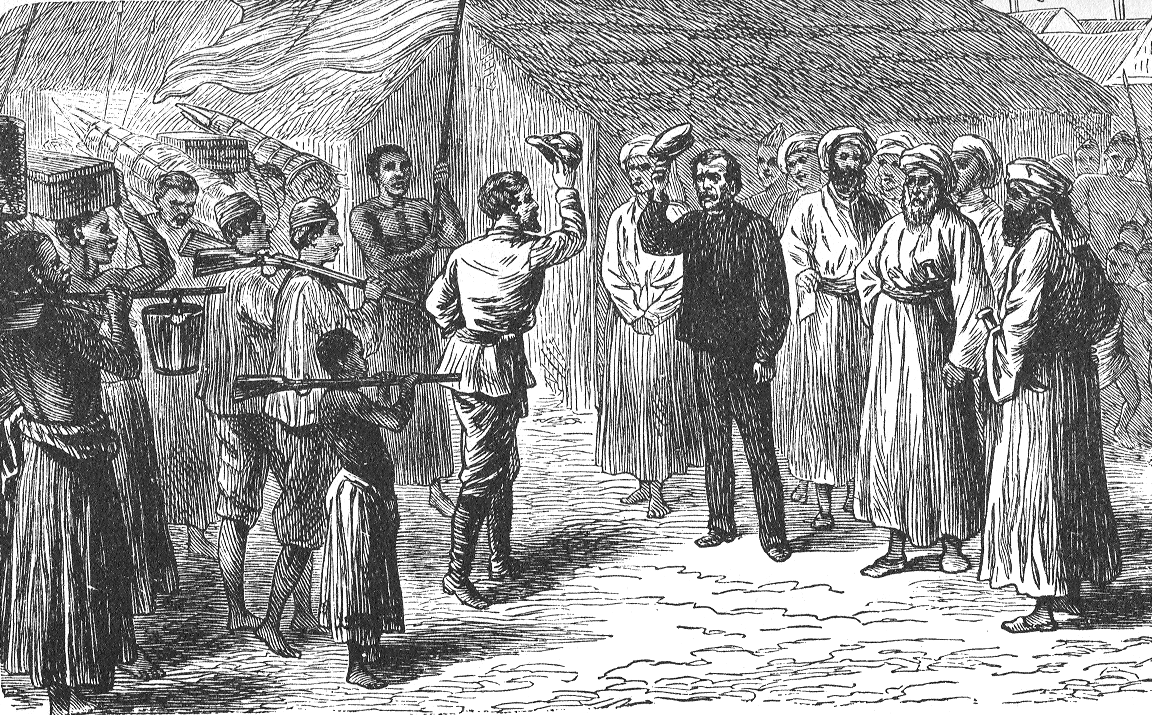
Stanley ontmoet Livingstone

Ujiji is een plaats in Tanzania aan het Tanganyikameer, enkele kilometers ten zuid-oosten van de stad Kigoma. Het dorp was in de 19e eeuw berucht vanwege de Arabische slavenhandel (deze liep via Zanzibar) maar het is ook beroemd geworden door de ontmoeting tussen de ontdekkingsreizigers Henry Morton Stanley en David Livingstone. Een plaquette noemt de beroemde ontmoeting maar of het dezelfde plek betreft ("under the mango-tree") is niet met zekerheid te zeggen. In een klein museum staan de twee heren in papier-maché tegenover elkaar. In het dorp bevindt zich verder een groot stenen monument met een kruis als gedenkteken voor Livingstone.
In 1879 openden witte paters hier een missiepost, hun eerste aan het Tanganyikameer.